# Dolichurus taprobanae
Dolichurus taprobanae là một loài côn trùng cánh màng trong họ Ampulicidae, thuộc chi Dolichurus. Loài này được F. Smith miêu tả khoa học đầu tiên năm 1869.